# قناة حنبعل الفردوس
قناة حنبعل الفردوس هي قناة دينية تونسية ذات صبغة غير تجارية وهي القناة الثالثة في باقة قنوات حنبعل الخاصة.
و قد بدأت هذه القناة بثها التجريبي في اليوم الأول من شهر رمضان لسنة 1429هجري الموافق 1 سبتمبر 2008. وتبث على نايل سات على الترددات التالية 10775 ميغاهيرتز، 27500، أفقي.
و تأتي هذه القناة في إطار لنشر الفكر الإسلامي المتسامح وقطع الطريق أمام الفكر المتطرف وأمام الفتاوى المثيرة للجدل التي تروجها فضائيات عربية. بعد النجاح الذي عرفته إذاعة الزيتونة أف أم الدينية والتي أصبحت في ظرف وجيز ثاني إذاعة في تونس العاصمة بعد إذاعة موزاييك أف أم الخاصة وثاني إذاعة في سوسة بعد إذاعة جوهرة أف أم الخاصة وأول إذاعة في صفاقس.

## مواضيع ذات علاقة
- إذاعة الزيتونة أف أم
- قناة حنبعل
- قناة حنبعل الشرق
- باقة قنوات حنبعل
- قنوات تلفزية تونسية